# フランクリン (ニュージャージー州サマセット郡)
フランクリン（英: Franklin）は、アメリカ合衆国ニュージャージー州のサマセット郡にあるタウンシップ。人口は6万8364人（2020年）。ニューヨーク都市圏に含まれる。
フランクリンは昔から農業の町だったが、20世紀後半から21世紀に掛けて大規模な開発が行われて急速に成長する郊外地となり、人種、宗教、文化が多様化した。2008年、雑誌「マネー」による「アメリカで住みたい場所100傑」のリストで5位に挙げられた。
現在あるフランクリン・タウンシップの町は1745年頃にイースタン・プレシンクト（地区）として最初に結成された。1798年2月21日に、ニュージャージー州議会の法、タウンシップ法の下に州で最初に法人化された104タウンシップの1つとなった。タウンシップに入っていた領域の一部が、サウスバウンドブルック（タウンシップの内部で結成され、1907年4月11日に独立した自治体、ボロとなった）、イーストミルストーン（1873年2月18日に分離、1949年12月31日にフランクリン・タウンシップに戻った）の各町を作るために分割された。
なお、フランクリン・タウンシップという町はニュージャージー州だけでも他に3つの郡（グロスター郡、ハンタードン郡、 ウォーレン郡）にある。本稿のフランクリン・タウンシップはその中でも面積、人口とも最大である。またサセックス郡にはフランクリンと言うボロもある。

## 歴史
フランクリン・タウンシップの名称が、アメリカ合衆国建国の父ベンジャミン・フランクリンにちなむのか、あるいはその非嫡出子であるウィリアム・フランクリンにちなむのか、明らかでない。ウィリアムはロイヤリストであり、ニュージャージー植民地の最後の王任命総督だった（在任1763年-1776年）。2000年、歴史家ウィリアム・B・ブラームスの著作『アメリカのイメージ: フランクリン・タウンシップ』（1997年出版）、同じくブラームスの『ニュージャージー州サマセット郡フランクリン・タウンシップ: ある歴史』、『ウィリアム・フランクリンの場合とベンジャミン・フランクリンの場合』に挙げられた証拠を検討した結果、フランクリン・タウンシップの立法委員会は、このタウンシップがベンジャミン・フランクリンにちなんで名付けられたという説を採用した。
フランクリン・タウンシップはアメリカ独立戦争の歴史の舞台であり、当時はキングス・ハイウェイと呼ばれていた現在のニュージャージー州道27号線に沿って多くの襲撃が行われた。イギリス軍のチャールズ・コーンウォリスとデハイスターという2人の将軍が、ジョージ・ワシントンとその大陸軍をミドルブッシュやイーストミルストーンの平原での戦闘に誘き出そうとした。しかしワシントンは、イギリス軍が撤退するまで、その軍隊をフランクリンのすぐ北、チムニーロックから動かさなかった。ミドルブッシュの繁栄していた農園数か所が、イギリス軍の撤退中に破壊された。1777年ミルストーン川沿い、ウェストンの製粉所近くで、大陸軍と地元民兵隊が、ニューブランズウィックからコーンウォリス将軍が派遣していた約600名のイギリス軍糧秣徴発部隊と戦い、追い返すことに成功した（ミルストーンの戦い）。1783年、ワシントンはキングストンに近いロッキンガム滞在中に、軍隊に対する惜別の辞を作成した。
1830年代、ニューヨーク市とフィラデルフィア市を結ぶ延長22マイル (35 km) のデラウェア・アンド・ラリタン運河の建設によって、フランクリンの町はかなり成長することとなり、1860年代にはこの運河を使う艀で20万トンの商品が運送された。鉄道を使った商品の運送が増加し、運河の利用は急速に衰退した。
デラウェア・アンド・ラリタン運河のタウンシップ内サマセット地区、ニューブランズウィックとサウスバウンドブルックの間にあるヴァン・ウィックル邸は、1722年にオランダ人開拓者が建設し、現在はフランクリン・タウンシップが所有し、メドウズ基金が賃貸ししている。イーストン・アベニューの背後にあり、ラトガース予備校と独立戦争時代の墓地に隣接している。
19世紀後半、1854年に開通したミルストーン・アンド・ニューブランズウィック鉄道によって、旅客列車と貨物列車がフランクリンを通った。この鉄道はニューブランズウィックのジャージー・アベニューにある本線との結節点から、イーストミルストーンまでペンシルバニア鉄道が建設して運営した。現在はコンレールのミルストーン第2支線となっている。この支線はサマセットのクライド道路の西まで運営され、サマセットの地元工業や産業部門に貢献している。
1922年、フランクリン・タウンシップでホール・ミルズ殺人事件が起こった。サマセットと呼ばれるニューブランズウィックに隣接した地域が現場だった。

## 地理
アメリカ合衆国国勢調査局に拠れば、領域全面積は46.846 平方マイル (121.330 km2)であり、このうち陸地46.147 平方マイル (119.520 km2)、水域は0.699 平方マイル (1.810 km2)で水域率は1.49%である。
タウンシップ内の4分の3は田園部である。

### 地区
以下のリストはフランクリン・タウンシップの中にある国勢調査指定地域であるが、法人化はされていない。
- ブラックウェルズミルズ（2010年国勢調査による人口は803人）[18]
- クライド（同213人）[19]
- イーストフランクリン（同8,669人）[20]
- イーストミルストーン（同579人）[21]
- イーストロッキーヒル（同469人）[22]
- フランクリンセンター（同4,460人）[23]
- フランクリンパーク（同13,295人）[24]
- グリッグスタウン（同819人）[25]
- キングストン -  ニュージャージー州企画委員会から公式にビレッジセンターと指定された。フランクリンとサウスブランズウィック各タウンシップ立法委員会が合同で指名したキングストン・ビレッジ諮問委員会が、キングストン住人の関心事項に関してフランクリンに助言を行う（フランクリンの部分について2010年国勢調査による人口は271人）[26]
- ミドルブッシュ（2010年国勢調査による人口は2,326人）[27]
- プレザントプレーンズ（同922人）[28]
- シックスマイルラン（同3,184人）[29]
- サマセット（同22,083人）[30]
- テンマイルラン（同1,959人）[31]
- ボアヒーズ（同976人）[32]
- ウェストン（同1,235人）[33]
- ザラファス、タウンシップ西部にあるピラー・オブ・ファイア教会を中心にする宗教社会（同37人）[34]

その他タウンシップの中にその一部または全部が入っている未編入領域としては、ハミルトンパーク、ロッキンガムがある。

## 人口動態

### 2010年国勢調査
以下は2010年国勢調査による人口統計データである。
| 基礎データ - 人口: 62,300 人 - 世帯数: 23,301 世帯 - 家族数: 15,938 家族 - 人口密度 :521.2人/km2（1,350.0 人/mi2） - 住居数: 24,426 軒 - 住居密度: 204.4軒/km2（529.3 軒/mi2） 人種別人口構成 - 白人: 44.76% - アフリカン・アメリカン: 26.55% - ネイティブ・アメリカン: 0.29% - アジア人: 19.98% - 太平洋諸島系: 0.01% - その他の人種: 5.11% - 混血: 3.29% - ヒスパニック・ラテン系: 12.92% 年齢別人口構成 - 18歳未満: 22.1% - 18-24歳: 7.4% - 25-44歳: 30.4% - 45-64歳: 26.4% - 65歳以上: 13.7% - 年齢の中央値: 38歳 - 性比（女性100人あたり男性の人口） - 総人口: 92.0 - 18歳以上: 88.5 | 世帯と家族（対世帯数） - 18歳未満の子供がいる: 30.7% - 結婚・同居している夫婦: 53.3% - 未婚・離婚・死別女性が世帯主: 11.2% - 非家族世帯: 31.6% - 単身世帯: 25.7% - 65歳以上の老人1人暮らし: 8.3% - 平均構成人数 - 世帯: 2.63人 - 家族: 3.19人 収入と家計（2006年から2010年のアメリカン・コミュニティ・サーベイ統計） - 収入の中央値 - 世帯: 89,992米ドル - 家族: 103,060米ドル - 性別 - 男性: 66,178米ドル - 女性: 54,733米ドル - 人口1人あたり収入: 40,036米ドル - 貧困線以下 - 対人口: 5.3% - 対家族数: 3.2% - 18歳未満: 7.9% - 65歳以上: 4.8% |

### 2000年国勢調査
以下は2000年国勢調査による人口統計データである。
| 基礎データ - 人口: 50,903 人 - 世帯数: 19,355 世帯 - 家族数: 12,987 家族 - 人口密度: 420.2人/km2（1,088.3 人/mi2） - 住居数: 19,789 軒 - 住居密度: 163.4軒/km2（423.1 軒/mi2） 人種別人口構成 - 白人: 55.11% - アフリカン・アメリカン: 25.98% - ネイティブ・アメリカン: 0.18% - アジア人: 12.74% - 太平洋諸島系: 0.04% - その他の人種: 3.56% - 混血: 2.39% - ヒスパニック・ラテン系: 8.11% | 年齢別人口構成 - 18歳未満: 22.7% - 18-24歳: 6.8% - 25-44歳: 36.9% - 45-64歳: 22.2% - 65歳以上: 11.4% - 年齢の中央値: 36歳 - 性比（女性100人あたり男性の人口） - 総人口: 91.7 - 18歳以上: 88.8 世帯と家族（対世帯数） - 18歳未満の子供がいる: 30.8% - 結婚・同居している夫婦: 53.1% - 未婚・離婚・死別女性が世帯主: 10.3% - 非家族世帯: 32.9% - 単身世帯: 25.7% - 65歳以上の老人1人暮らし: 5.8% - 平均構成人数 - 世帯: 2.58人 - 家族: 3.14人 | 収入と家計 - 収入の中央値 - 世帯: 67,923米ドル - 家族: 78,177米ドル - 性別 - 男性: 52,351米ドル - 女性: 41,101米ドル - 人口1人あたり収入: 31,209米ドル - 貧困線以下 - 対人口: 5.1% - 対家族数: 3.1% - 18歳未満: 6.3% - 65歳以上: 5.2% |

## 政府

### タウンシップ政府
フランクリン・タウンシップはフォークナー法（正式には選択的自治体認証法と呼ばれる）の立法委員会・マネジャー方式プランDの政府形態を採っている。立法委員会の委員は9人であり、タウンシップ全域を選挙区に選ばれる首長と3人の委員、および5つの小選挙区からそれぞれ1人が選ばれる5人の委員を合わせて9人となる。11月の一般選挙の一部として任期4年間で選ばれる。首長がタウンシップの立法府の首席役人である
タウンシップ・マネジャーは行政府の首席役人であり、日々の運営を管理し、立法委員会に雇用され、その意に従う。立法委員会委員は奇数年の6月予備選挙と11月一般選挙で党派選挙によって選ばれ、小選挙区の5人が同じ年に、首長と全タウンシップを選挙区に選ばれる3人がその2年後に改選される。
2015年1月、立法委員会がブライアン・D・レビンの辞任で空いた委員を埋めるために、共和党委員会が推薦した3人の候補者からクリス・ケリーを選任した。レビンはサマセット郡政委員会の委員に就任した。
1998年、タウンシップは住民投票を行い、2対1以上の大差で資産税を評価額100ドル当たり3セント増税することを承認した。その税収は未開発地の保存のために使われることになっている。

### 連邦、州、郡への代表
フランクリン・タウンシップはアメリカ合衆国下院議員の選挙で、ニュージャージー州第12選挙区に属している。2010年国勢調査以前は、第6選挙区と第12選挙区に入っていたが、2012年11月の一般選挙の結果に基づき、ニュージャージー州地区見直し委員会が行った修正が2013年1月に有効となった。州議会下院では第17選挙区に入っている。

### 政治
2011年3月23日時点で、登録有権者総数は36,240 人であり、そのうち13,993 人、38.6%が民主党に、4,962 人、13.7%が共和党に、17,262 人、47.6%が無党派に登録されている。その他の政党は23人である。2010年国勢調査の人口に対しては58.2%、18歳以上に限れば74.7%が有権者登録している。
2012年アメリカ合衆国大統領選挙では、民主党のバラク・オバマは19,611票、71.2%、共和党のミット・ロムニーが7,640票、27.7%、その他の候補者が288票、1.0%という結果だった。登録有権者39,291 人のうち、27,718 人、70.5%が投票し、179票が無効だった。
2008年アメリカ合衆国大統領選挙では、民主党のバラク・オバマは19,442 票、70.0%、共和党のジョン・マケインが7,951 票、28.6%、その他の候補者が246票、0.9%という結果だった。登録有権者35,508 人のうち、27,776 人、78.2%が投票した。2004年アメリカ合衆国大統領選挙では、民主党のジョン・ケリーが14,737 票、64.2%、共和党のジョージ・W・ブッシュが7,913 票、34.5%、その他の候補者が211票、0.9%だった。登録有権者28,743 人のうち、22,962 人、79.9%が投票した。
2013年ニュージャージー州知事選挙では、共和党のクリス・クリスティが8,178票、51.7%、民主党のバーバラ・ブオノが7,420票、46.9%、その他の候補者が209票、1.3%だった。登録有権者40,155 人のうち、16,108 人、40.1%が投票した。301票が無効票だった。
2009年ニュージャージー州知事選挙では、民主党のジョン・コーザインが9,369 票、53.0%、共和党のクリス・クリスティが6,842 票、38.7%、独立系のクリス・ダゲットが1,180票、6.7%、その他の候補者が137票、0.8%だった。登録有権者36,033 人のうち、17,679 人、49.1%が投票した。

## 見どころ

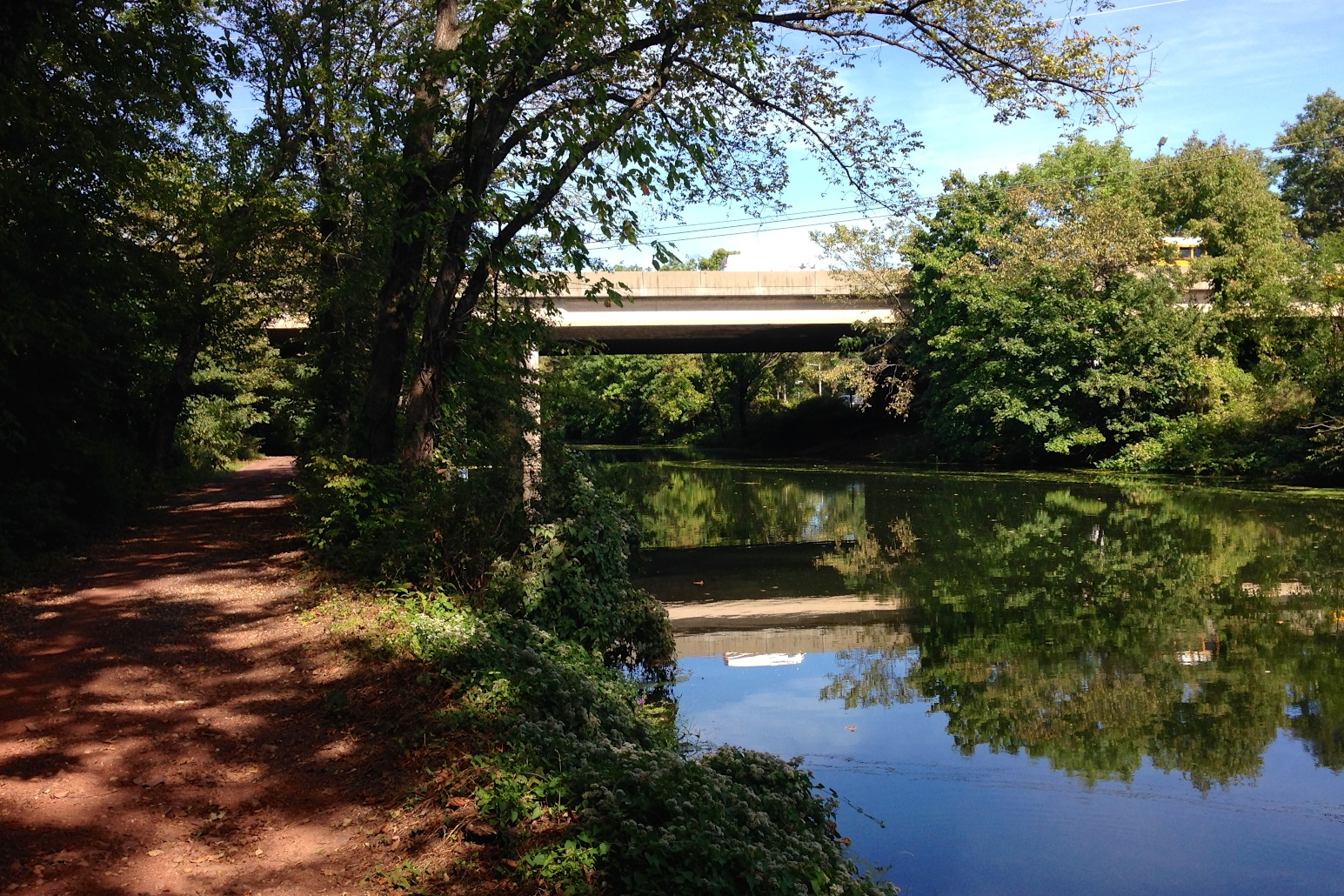
デラウェア・アンド・ラリタン運河と曳舟道

- ブラックウェルズミルズ運河家屋、ブラックウェルズミルズ道路とデラウェア・アンド・ラリタン運河沿い運河道路の交差点にあり、運河の建設と同時期の1835年頃に建設された。船が通る時に橋を跳ね上げ、その後に橋を降ろして橋の上を通ることができるようにする橋の世話人がいる家屋として建設された。この建物は現在州から賃貸され、ブラックウェルズミルズ運河家屋協会がメドウズ基金との共同で維持運営している[69]
- コロニアルパーク、サマセット郡公園体系の一部、広さは685.5エーカー (2.774 km2)、フランクリン・タウンシップの西部、イーストミルストーンに近く、メトラーズ・レーンとエリザベス・アベニューに入り口がある。中ではピクニック、ハイキング、自転車乗り、釣り、ゴルフ、テニスができる。広さ144エーカー (0.58 km2) の植物園もあり、中央ジャージーの環境で良く育つ樹木や低木の幅広い種類を備える「生きている博物館」である[70]。その他に、広さ3エーカー (12,000 m2) のドッグラン、長さ1.4マイル (2.3 km) のフィットネス・トレーニングコース、ペダルボート、18ホールのパットゴルフコース、18ホールの競技用スプーキー・ブルック・ゴルフコース、3つの放流釣堀、ソフトボール場、テニスセンター、遊技場、自然の道、広さ5エーカー (20,000 m2) の多年生植物庭園、全米薔薇セレクション認定の展示庭園であるルドルフ・W・ヴァン・デア・グート薔薇園、また視覚的あるいは身体的に障害を受けた人のために特別に設計されたフラグランスとセンサリーの庭園がある[71]。2009年、雑誌「ニューズマックス」の「アメリカで最も特徴ある都市と町25傑」のリストにフランクリン・タウンシップが挙げられた。この記事はCBSニューズの旅行記者ピーター・グリーンバーグが書いたものであり、コロニアルパークがフランクリンを選んだ理由だとしている[72]。
- デラウェア・アンド・ラリタン運河州立公園の部分、フランクリン・タウンシップの北と西の境界の大半に沿って22マイル (35 km) 続き、そのまま南にトレントンに伸びてデラウェア川に注ぎ、そこからは北にさらに22マイル進むとフレンチタウン近くのブルズ島に至る。この運河と隣接する曳舟道では、ハイキングから自転車乗り、釣り、ボート遊びまで多くのレクリエーションができる。この運河と道路が交差する地点の大半近くには駐車場があり、コロニアルパークの橋、ヴァン・ウィックル邸や多くの閘門からアクセスできる[73]
- ジョン・W・フレマー保護地、キングストンのデラウェア・アンド・ラリタン運河に隣接する広さ7.4エーカー (30,000 m2) の保護地、運河の東岸にある長さ2マイル (3 km) のトレイルは運河西岸の曳舟道に繋がれて、周回できる[74]
- フランクリン・イン、イーストミルストーンのアムウェル道路（郡道514号線）2371にある農家、1752年頃にコーネリアス・ヴァン・リューが建設し、アニー・ヴァン・リューの家とも呼ばれ、酒場と宿屋を兼ねたフランクリン・ハウス・ホテルに改装された[75]
- ハーゲマン農園、サウスミドルブッシュ道路209にある1861年頃に建設された歴史ある農園。現在はフランクリン・タウンシップが所有し、メドウズ基金が管理している[76]
- ウィリアム・L・ハッチェソン記念森林、ラトガース大学が管理する広さ500エーカー (2.0 km2) の自然保護地、中には国定自然ランドマークに指定された65エーカーの (260,000 m2) の原生林があり、イーストミルストーンの東約0.75マイル (1,200 m)、アムウェル道路（郡道514号線）2150にある[77]
- ネグリ・ネポテ原生草原保護地、広さ164エーカー (0.66 km2) の保護地、サマセット地区のベネッツ・レーンとスキルマンズ・レーンの間。111エーカー (0.45 km2) の草原、森林、叢林、2.5エーカー (10,000 m2) の湿地には渡り鳥や両生類を惹きつけ、3マイル (4.8 km) 以上ある歩道、鳥の巣箱、説明型標識がある[78]
- ロッキンガム州立歴史史跡、キングストンの郡道603号線近く、デラウェア・アンド・ラリタン運河に隣接する。1783年秋、ジョージ・ワシントンがここに滞在しているときに、大陸軍に対する惜別の辞を作成した[79][80]
- シックスマイルラン貯水池、ニュージャージー州公園・森林部に属する。フランクリン・タウンシップの中央にある。広さ3,037エーカー (12.29 km2) の公園は、1970年頃に水資源保護のために保存され、ほとんど未開発であり、多目的のレクリエーション・トレイルがある。ブラックウェルズミルズ道路のすぐ南、運河道路に近い元デラウェア・アンド・ラリタン運河本事務所駐車場から行くことができる[81]
- スピーデン&ホーベル農園、リトルバレー自然地域、広さ120エーカー (0.49 km2)、運河道路1327と1345にある。森の中と野原の縁に沿ったトレイル数マイルがある。運河道路の向かいにデラウェア・アンド・ラリタン運河曳舟道やミルストーン川と氾濫原がある
- テンマイルラン・グリーンウェイ、広さ684エーカー (2.77 km2) の緑地、4 マイル (6.4 km) 以上のランニング道、グリッグスタウンのバンカーヒル道路の南、運河道路と、フランクリンパークのオールドブリート道路に近いサウスミドルブッシュ道路の間。テンマイルラン（小川）に沿っている。下記の4つの部分がある。

- バンカーヒル自然地域、州道27号線とバンカーヒル道路の交差点近く北側から入る。自然林を通り、テンマイルランの水流に沿っている。トレイルはグリッグスタウン原生草原保護地とカタルパ農園を結んでいる
- カタルパ農園、オールドブリート道路から草原の縁と小さな森に沿ったトレイルがあり、バンカーヒル地全地域とを結ぶ
- 環境教育センター、バンカーヒル道路255にあり、287に駐車可能。広さ95エーカー (0.38 km2) 、グレーバー林と呼ばれる落葉樹林、長さ1マイル (1.6 km) の自己誘導自然道があり、また「グラスハウス」は幅広い自然生態との指導的ふれあい活動を行える教室や会議室として使われる改築された家屋であり、高さ20フィート (6 m) の登攀塔やロープのアドベンチャーコースもある。環境教育センターは、フランクリン・タウンシップ、フランクリン・タウンシップ教育委員会、グリーンエーカーズ・プログラムの共同事業である。トレイルはグリッグスタウン原生草原保護地とテンマイルラン・グリーンウェイの残りを繋いでいる
- グリッグスタウン原生草原保護地、グリッグスタウンの運河道路（運河道路1091）から入り、広さ100エーカー (0.40 km2) 以上の草原と数百エーカーの森林があり、長さ6マイル (9.7 km) 以上の地図化されたトレイルもある。トレイルはテンマイルラン・グリーンウェイの他の部分と続いている

- チューリップウッド、ハミルトン通り1165にある。1892年頃にデトレフ・リーノーの息子J・オーガスト・リーノーが、義兄弟のスティーブン・ギオン・ウィリアムズのために設計した。ウィリアムズ家はウィリアムズ・アンド・ギオン・ブラックスター・ラインを所有していた。現在この家はフランクリン・タウンシップが所有している
- ウクライナ文化センター、ダビッドソン・アベニュー135にあり、アメリカ・ウクライナ正教会の本部として機能している。以下の場所が含まれている。

- セントソフィア神学校と図書館、1975年設立
- セントアンドリュー記念教会、1967年に完成し、聖別。1932年から1933年にウクライナの飢饉で死んだ700万人とも1,400万人ともされる人々の慰霊とされた。ウクライナ・コサック・バロック建築の特徴ある例となっている
- セントアンドリュー墓地、1952年設立
- ウクライナ歴史・教育センター、1972年設立、ウクライナの文化、歴史、社会、宗教、文学と政治に関わる貴重な宝物があり、例えばイースターエッグ、レース飾り、手刺繍、彫像、教会の器がある
- ウクライナ文化センター、1985年開館
- セントアンドリュー・ウクライナ学校、1962年設立、文化センター内にある
- セントアンドリュー書店と教会備品、1992年設立
- フィッシャーの屋敷、1688年建設、大陸会議ニュージャージー代表となったヘンドリック・フィッシャーの家、フィッシャー家の墓地もある

- ヴァン・リュー＝サイダム邸、サウスミドルブッシュ道路280にある。18世紀にピーター・ヴァン・リューが建てた。後にジョセフ・サイダムが今日見られる家屋の一部を建てた。この家屋の最新かつ最大の部分は1875年に建てられた。近代の長期にわたる所有者はフレンチという名であるが、以前の所有者2人の名がついている。現在はフランクリン・タウンシップが所有し、メドウズ基金の管理下にある[83]
- ヴァン・ウィックル邸、イーストン・アベニュー1289にある。1722年頃にサイメン・ヴァン・ウィックルが建てた。ここで毎年の行事を開催しているメドウズ基金が運営している[9]
- ワイコフ＝ギャレットソン邸、サウスミドルブッシュ道路215にあり、1730年にコーネリアス・ワイコフが建てた。建築家マーク・アラン・ヒューイットの指導でメドウズ基金が改修した[84]

## インフラ

### 交通
2010年5月時点で、タウンシップの中には総延長260.12マイル (418.62 km) の道路がある。そのうち216.72マイル (348.78 km) がタウンシップの保守に、34.67マイル (55.80 km) がサマセット郡、8.73マイル (14.05 km) がニュージャージー州交通省の管轄である。
フランクリン・タウンシップを通る様々な郡道や幹線道がある。主要な郡道は514号線、518号線、527号線である。ニュージャージー州道27号線がニューブランズウィックとの境を走り、サウスブランズウィック、ノースブランズウィックを通る。州間高速道路287号線が町の北部を通り、インターチェンジが2か所ある。
ニュージャージー・ターンパイク（州間高速道路95号線）がタウンシップの外、サウスブランズウィックとニューブランズウィックの中を通っているが、最寄りのインターチェンジは町2つ分離れている。
フランクリン・タウンシップには1964年までサマセット・フリーウェイの北端があったが、後にピスカタウェイで終わるように提案された。別の支線である州間高速道路695号線もそのプロジェクトの一部として提案された。この道路はホープウェル・タウンシップの295号線と交わる南端で州間高速道路95号線を完成させるはずだった。しかし、計画全体が1982年に中断された。

### ユーティリティ
ガスと電気はPSE&Gが供給している。上水はデラウェア・アンド・ラリタン運河から供給され、アメリカン・ウォーターから購入している。隣接するミドルセックス郡ノースブランズウィックとニューブランズウィックからも購入している。2011年、タウンシップは水道の民営化を検討し、ユナイテッド・ウォーターと契約した。

## 教育
フランクリン・タウンシップ公共教育学区が幼稚園前から12年生の教育を管轄している。2011年から2012年の教育年度では、9の学校に7,771 人の児童生徒が学び、教師は常勤換算で645.8 人、生徒・教師比率は12.03対1だった。学区内の学校は以下の通りである。生徒数は教育統計全国センターによる。
- コナリー道路小学校[89]、幼稚園前から4年生、児童数483人
- エリザベス・アベニュー小学校[90]、幼稚園前から4年生、児童数624人
- フランクリンパーク小学校[91]、幼稚園前から4年生、児童数1,016人
- ヒルクレスト小学校[92]、幼稚園前から4年生、児童数466人
- マカフィー道路小学校[93]、幼稚園前から4年生、児童数492人
- パイングローブ・マナー小学校[94]、幼稚園前から4年生、児童数439人
- シンプソン・G・スミス中間学校[95]、5年生と6年生、児童数1,160人
- フランクリン中学校[96]、7年生と8年生、生徒数1,057人
- フランクリン高校[97]、9年生から12年生、生徒数2,035人[98][99][100]

ラトガース予備校は1766年に設立された私立デイスクールであり、フランクリン・タウンシップ内にある。イーストン・アベニューとラリタン川の間の構内は35エーカー (140,000 m2) ある。州内最古の独立系学校であり、1957年にフランクリン・タウンシップに移ってきた。

## 緊急対応
フランクリン・タウンシップ内は4つの消防地区に10のすべてボランティアの消防団がある。
救急医療と救助隊は5つある。

## 著名な出身者
フランクリン・タウンシップで生まれ、居住し、あるいは密接な関わりがあった著名人は以下のとおりである。
- エイヴリー・ブルックス（1948年 - ）、俳優、テレビドラマ『スタートレック:ディープ・スペース・ナイン』のベンジャミン・シスコ、 『私立探偵スペンサー』と『ホークと呼ばれた男』のホーク[104]
- セオドア・フリーリングハイゼン（1787年-1862年）、政治家、ニュージャージー州検事総長、アメリカ合衆国上院議員、ニューアーク市長を務めた後、1844年アメリカ合衆国大統領選挙でホイッグ党からヘンリー・クレイの副大統領候補で出馬（落選）[105]